# Wielka Wieża w Konstantynopolu
Wielka Wieża (gr. Megalos Pyrgos) – wieża stojąca niegdyś po północnej stronie wejścia do zatoki Złoty Róg, w umocnieniach Galaty. Wieża była jednym z dwóch punktów, w których mocowano łańcuch blokujący wstęp do zatoki i położonego tam bizantyjskiego portu.
Wieża uległa zniszczeniu przez krzyżowców w czasie zdobycia Konstantynopola w 1204 roku. Zniszczenie wieży umożliwiło łacinnikom dostać się na nabrzeże i zaatakować miasto od jego strony, gdzie umocnienia były najsłabsze.
W 1348 w pobliżu dawnej wieży wzniesiona została przez genueńczyków nowa wieża, zwana Christea Turris, a obecnie Wieżą Galata.